# Sheratan
Sheratan o Sharatan (β Arietis / β Ari / 6 Arietis) es la segunda estrella más brillante en la constelación de Aries con magnitud aparente +2,64.
Se encuentra a unos 60 años luz de distancia del sistema solar.

## Nombre
El nombre Sheratan o Sharatan procede del árabe Al Sharatain o Ash-Sharatan, «Los Dos Signos», la forma dual de Al Sharat, «El Signo»; hace referencia a esta estrella y a la vecina Mesarthim (γ Arietis) como un signo del año que empieza. Sheratan marcaba el equinoccio vernal en tiempos de Hiparco de Nicea, aproximadamente en la época que estas estrellas recibieron sus nombres.
Asimismo, Sheratan y Mesarthim eran el Padevar persa, «El Par de Protección», el Bashish sogdiano, «El Protector», así como el equivalente copto Pikutorion. En Babilonia, según Epping, marcaban la segunda constelación eclíptica Mahru-sha-rishu-ku, "Frente de la Cabeza de Ku".

## Características físicas
Sheratan es una estrella blanca de la secuencia principal de tipo espectral A5V con una temperatura de 8200 K. Tiene una compañera cercana que no puede ser resuelta mediante el telescopio y sólo es detectable por espectroscopia. Cabe señalar la elevada excentricidad de la órbita (ε = 0,88), que hace que la separación entre ambas estrellas varíe entre 0,08 UA (un 20% de la distancia entre Mercurio y el Sol) y 1,2 UA (un 20% más de la distancia entre la Tierra y el Sol). El período orbital del sistema es de 107 días.
La estrella secundaria, Sheratan B, es una enana amarilla de tipo G con una masa un 2% superior a la masa solar. La masa de la estrella blanca principal, Sheratan A, es el doble que la del Sol. El 95% de la luminosidad del sistema la proporciona la componente más masiva, unas 22 veces más luminosa que el Sol.